# Peel Association Football Club
Peel Association Football Club (Asociación de Fútbol Club Peel) es un club de fútbol de Peel, en la Isla de Man que compite en la Liga de Fútbol de la Isla de Man. Ellos juegan como locales en el campo de fútbol del FC Peel (Peel FC Football Ground).

## Vestimenta

### Titular
Consiste en una camiseta roja con franjas verticales blancas, un short negro y medias rojas con tramas blancas.

### Alternativa
Consiste en una camiseta totalmente amarilla, shorts azules y medias amarillas.

## Historia
Formado en 1888, es el club con mayor éxito de isla con 29 títulos de liga y 30 victorias en la copa de la Isla de Man. Ellos fueron los primeros ganadores de la Liga de Fútbol de la Isla de Man en 1897.
El club cuenta con una equipo de reserva que juega en la Isla de Man. También tienen un equipo de fútbol femenino y un equipo 15-17 años, así como un equipo 13-15.

## Estadio
El estadio de Peel se encuentra en Douglas Road en el extremo oriental de Peel. El terreno tiene una pequeña terraza cubierta.

## Palmarés
- Primera División (29): 1896-97, 1906-07, 1921-22, 1931-32, 1932-33, 1933-34, 1934-35 1947-48, 1948-49, 1952-53, 1953-54, 1954-55, 1957-58, 1958-59, 1959-60, 1962-63, 1963-64, 1964-65, 1965-66, 1971-72, 1972-73, 1973-74, 1974-75, 1975-76, 1976-77, 1983-84, 1999-00, 2000-01, 2001-02
- Manx FA Cup (30): 1890-91, 1891-92 (Shared), 1908-09, 1926-27, 1929-30, 1932-33, 1934-35, 1936-37, 1938-39, 1945-46, 1947-48, 1948-49, 1952-53, 1953-54, 1957-58, 1958-59, 1959-60, 1960-61, 1962-63, 1963-64, 1968-69, 1972-73, 1973-74, 1974-75, 1976-77 1981-82 1983-84 1996-97 1998-99, 2006-07
- Hospital Cup (16) : 1924-25, 1928-29, 1931-32, 1932-33, 1933-34, 1937-38, 1967-68, 1969-70, 1971-72, 1972-73, 1976-77, 1979-80, 1989-90, 1990-91, 1996-97, 1998-99
- Railway Cup (20) : 1932-33, 1936-37, 1946-47, 1954-55, 1956-57, 1960-61, 1961-62, 1965-66, 1968-69, 1969-70, 1970-71, 1971-72, 1972-73, 1973-74, 1980-81, 1981-82, 1998-99, 2002-03, 2006-07, 2007-08